# Хосе Анхель Креспо
Хосе Анхель Креспо (ісп. José Ángel Crespo, нар. 9 лютого 1987, Лора-дель-Ріо) — іспанський футболіст, захисник кіпрського клубу АПОЕЛ.

## Клубна кар'єра
Народився 9 лютого 1987 року в місті Лора-дель-Ріо. Вихованець футбольної школи клубу «Севілья», а з 2005 року став грати у команді дублерів в Сегунді Б, в якій провів три сезони, взявши участь у 77 матчах чемпіонату.
Дебютував за основну команду 21 грудня 2005 року в матчі проти «Хетафе» і в сезоні 2005/06 ще 2 рази з'являвся на полі за основну команду, але все-таки в основному грав за другу команду Севільї. В результаті будучи у глибокому резерві виграв 2006 року з командою Кубок УЄФА, зігравши по ходу турніру лише у одній грі, а 2007 року став володарем Кубка і Суперкубка Іспанії, втім у жодному з турнірів на поле не виходив.
У сезоні 2007/08, через несподівану смерть основного лівого захисника «Севільї» Антоніо Пуерти, Креспо зайняв місце в основі. У грудні 2008 року «Астон Вілла» сильно зацікавилася гравцем, але у підсумку Креспо залишився в Севільї. В подальшому Хосе втратив місце в основі і 3 липня 2009 року був відданий в оренду в клуб «Расінг» (Сантандер), за який провів 13 матчів.
18 липня 2010 року перейшов в італійський клуб «Падова». З командою зайняв 5-те місце у Серії Б, але програв у плей-оф за право виходу в вищий дивізіон. Тим не менш наступного року Креспо все-одно став грати у італійській Серії А, оскільки 14 липня 2011 року разом з одноклубниками Федеріко Альярді та Даніеле Ватаджіато перейшов у «Болонью». Втім у новій команді Хосе не зіграв і здавався в оренду в «Верону» та «Кордову».
27 липня 2015 року підписав трирічний контракт з англійським клубом «Астон Вілла». Але і у новій команді Креспо не закріпився, зігравши за півроку лише одну гру у Прем'єр-лізі та одну гру в Кубку ліги, і 20 січня 2016 року був відданий в оренду в «Райо Вальєкано», де грав до кінця сезону, але не врятував команду від вильоту з Ла Ліги.
На початку липня 2016 року Креспо приєднався до грецького клубу ПАОК, підписавши трирічний контракт. З командою двічі поспіль виграв Кубок Греції. Станом на 12 грудня 2018 року відіграв за клуб із Салонік 68 матчів в національному чемпіонаті.

## Виступи за збірні
2006 року дебютував у складі юнацької збірної Іспанії, взяв участь у 6 іграх на юнацькому рівні. З командою до 19 років став переможцем юнацького чемпіонату Європи 2006 року в Польщі.
З 2007 року залучався до складу молодіжної збірної Іспанії, з якою був учасником молодіжного чемпіонату світу 2007 року в Канаді, дійшовши з командою до чвертьфіналу. Всього на молодіжному рівні зіграв у 9 офіційних матчах.

## Статистика виступів

### Статистика клубних виступів
| Сезон                        | Команда                      | Чемпіонат                    | Чемпіонат | Чемпіонат | Національний кубок | Національний кубок | Національний кубок | Континентальні кубки | Континентальні кубки | Континентальні кубки | Інші змагання | Інші змагання | Інші змагання | Усього | Усього |
| Сезон                        | Команда                      | Ліга                         | Ігор      | Голів     | Ліга               | Ігор               | Голів              | Ліга                 | Ігор                 | Голів                | Ліга          | Ігор          | Голів         | Ігор   | Голів  |
| ---------------------------- | ---------------------------- | ---------------------------- | --------- | --------- | ------------------ | ------------------ | ------------------ | -------------------- | -------------------- | -------------------- | ------------- | ------------- | ------------- | ------ | ------ |
| 2005–06                      | «Севілья Атлетіко»           | СДБ (ІІІ)                    | 35        | 2         | -                  | -                  | -                  | -                    | -                    | -                    | -             | -             | -             | 35     | 2      |
| 2005–06                      | «Севілья»                    | ПД                           | 3         | 0         | КІ                 | 0                  | 0                  | КУЄФА                | 1                    | 0                    | -             | -             | -             | 4      | 0      |
| 2006–07                      | «Севілья Атлетіко»           | СДБ (ІІІ)                    | 34        | 1         | -                  | -                  | -                  | -                    | -                    | -                    | -             | -             | -             | 34     | 1      |
| 2007–08                      | «Севілья Атлетіко»           | СД (ІІ)                      | 8         | 0         | -                  | -                  | -                  | -                    | -                    | -                    | -             | -             | -             | 8      | 0      |
| Усього за «Севілья Атлетіко» | Усього за «Севілья Атлетіко» | Усього за «Севілья Атлетіко» | 77        | 3         |                    | -                  | -                  |                      | -                    | -                    |               | -             | -             | 77     | 3      |
| 2007–08                      | «Севілья»                    | ПД                           | 13        | 0         | КІ                 | 1                  | 0                  | ЛЧ                   | 1                    | 0                    | СІ            | 0             | 0             | 15     | 0      |
| 2008–09                      | «Севілья»                    | ПД                           | 9         | 0         | КІ                 | 3                  | 0                  | КУЄФА                | 2                    | 0                    | -             | -             | -             | 14     | 0      |
| Усього за «Севілью»          | Усього за «Севілью»          | Усього за «Севілью»          | 25        | 0         |                    | 4                  | 0                  |                      | 4                    | 0                    |               | 0             | 0             | 33     | 0      |
| 2009–10                      | «Расінг»                     | ПД                           | 13        | 0         | КІ                 | 3                  | 0                  | -                    | -                    | -                    | -             | -             | -             | 16     | 0      |
| 2010–11                      | «Падова»                     | B (ІІ)                       | 39+4      | 1+0       | КІ                 | 0                  | 0                  | -                    | -                    | -                    | -             | -             | -             | 43     | 1      |
| 2011–12                      | «Болонья»                    | A                            | 7         | 0         | КІ                 | 2                  | 0                  | -                    | -                    | -                    | -             | -             | -             | 9      | 0      |
| 2012–13                      | «Верона»                     | B (ІІ)                       | 14        | 0         | КІ                 | 3                  | 0                  | -                    | -                    | -                    | -             | -             | -             | 17     | 0      |
| 2013–14                      | «Болонья»                    | A                            | 8         | 1         | КІ                 | 1                  | 0                  |                      | -                    | -                    |               | -             | -             | 9      | 1      |
| Усього за «Болонью»          | Усього за «Болонью»          | Усього за «Болонью»          | 15        | 1         |                    | 3                  | 0                  |                      | -                    | -                    |               | -             | -             | 18     | 1      |
| 2014–15                      | «Кордова»                    | ПД                           | 32        | 0         | КІ                 | 2                  | 0                  | -                    | -                    | -                    | -             | -             | -             | 34     | 0      |
| 2015–16                      | «Астон Вілла»                | ПЛ                           | 1         | 0         | КА+КФЛ             | 0+1                | 0+0                | -                    | -                    | -                    | -             | -             | -             | 2      | 0      |
| 2015–16                      | «Райо Вальєкано»             | ПД                           | 5         | 0         | КІ                 | 0                  | 0                  | -                    | -                    | -                    | -             | -             | -             | 5      | 0      |
| Усього за кар'єру            | Усього за кар'єру            | Усього за кар'єру            | 225       | 5         |                    | 16                 | 0                  |                      | 4                    | 0                    |               | 0             | 0             | 245    | 5      |

## Титули і досягнення
- Володар Кубка Іспанії (1):

«Севілья»: 2006-07
- Володар Суперкубка Іспанії (1):

«Севілья»: 2007
- Чемпіон Греції (1):

ПАОК: 2018-19
- Володар Кубка Греції (3):

ПАОК: 2016-17, 2017-18, 2018-19, 2020-21
- Володар Кубка УЄФА (1):

«Севілья»: 2005-06
- Чемпіон Європи (U-19): 2006